# ديفيد هاوكر
ديفيد هاوكر هو سياسي أسترالي، ولد في 1 مايو 1949 في أديلايد في أستراليا. نشط حزبياً في الحزب الليبرالي الأسترالي. وقد انتخب عضو مجلس النواب الأسترالي ‏ عن دائرة Division of Wannon ‏ (7 مايو 1983 – 19 يوليو 2010) وانتخب Speaker of the Australian House of Representatives ‏ (16 نوفمبر 2004 – 12 فبراير 2008).